# Велешевец
Велешевец је насељено место у општини Орле, у Туропољу, Хрватска. До нове територијалне организације у Хрватској место је припадало бившој великој општини Велика Горица.

## Становништво
На попису становништва 2011. године, Велешевец је имао 430 становника.

## Попис1991.
На попису становништва 1991. године, насељено место Велешевец је имало 576 становника, следећег националног састава:
| Попис 1991.‍ | Попис 1991.‍ | Попис 1991.‍ | Попис 1991.‍ | Попис 1991.‍ |
| ----------- | ----------- | ----------- | ----------- | ----------- |
|             |             |             |             |             |
| Хрвати      | Хрвати      |             | 566         | 98,26%      |
| Срби        | Срби        |             | 6           | 1,04%       |
| непознато   | непознато   |             | 4           | 0,69%       |
| укупно: 576 |             |             |             |             |